# Мелікова Максума Фазіль кизи
Максума Фазіль кизи Мелікова (азерб. Məlikova Məsumə Fazil qızı; нар. 22 листопада 1929, місто Баку, тепер Азербайджан) — азербайджанська радянська діячка, завідувач кафедри теорії та історії держави і права Бакинського державного університету, член Президентської ради Азербайджанської РСР. Член ЦК КПРС у 1990—1991 роках. Доктор юридичних наук, професор, член-кореспондент Академії наук Азербайджанської РСР (з 30.06.1989).

## Життєпис
У 1952 році закінчила Азербайджанський державний університет.
Член ВКП(б) з 1952 року.
З 1952 року — викладач, старший викладач, доцент кафедри теорії та історії держави і права Бакинського державного університету.
У 1956 році закінчила аспірантуру Московського державного університету імені Ломоносова.
З 1968 року — завідувач кафедри теорії та історії держави і права Бакинського державного університету.
У липні 1990—1991 роках — член Президентської ради Азербайджанської РСР.
З 2009 року — персональний пенсіонер президента Азербайджанської Республіки
Вперше в Азербайджані створила основи вивчення національної політичної та правової думки, відкрила новий напрямок у правовій науці, створила наукову школу. Вперше застосувала метод проблемного дослідження історії політичних та правових навчань в Азербайджані. У працях дано наукове обґрунтування концепції виникнення та становлення в Азербайджані ідеології просвітництва та періодизації її розвитку з найдавніших часів. Об'єктами наукових досліджень є також проблеми загальної теорії держави та права, історії держави та права Азербайджану і закордонних країн. 

## Нагороди і звання
- орден «Шохрат» (2000)
- орден «Знак Пошани» (1976)
- медаль «Ветеран праці» (1985)
- Заслужений юрист Азербайджанської РСР (1969)